# Kingittoq
Kingittoq (o Kingigtoq o Kingitooq) è un villaggio della Groenlandia di 1 abitante (gennaio 2005). Si trova a 60°45'N 46°16'O; appartiene al comune di Kujalleq.